# Георг Вайнер
Георг Вайнер (нім. Georg Weiner; 22 серпня 1895, Дрезден — 24 січня 1957, Геттінген) — німецький льотчик-ас, дипломований інженер (21 березня 1932), генерал-майор люфтваффе.

## Біографія
22 серпня 1914 року вступив в Саксонську армію, командир взводу, потім — роти 103-го піхотного полку. З 2 серпня 1915 року — ординарець в штабі 244-го резервного піхотного полку. 8 січня 1916 року відряджений в 4-й авіапарк сухопутних військ. З 7 лютого 1916 року — знову ординарець в штабі 244-го резервного піхотного полку. 20 березня 1916 року відряджений в 5-й запасний льотний дивізіон. З 28 березня по 10 червня 1916 року пройшов підготовку пілота в льотному училищі Гальберштадта, з 11 червня по 1 вересня — в 5-му запасному льотному дивізіоні. З 2 вересня 1916 року — пілот 38-ї бойової ескадрильї головнокомандування сухопутних військ. 4-20 листопада 1916 року пройшов додаткову підготовку в 7-му запасному льотному дивізіоні в Кельні. З 21 листопада 1916 року — пілот 20-ї винищувальної ескадрильї. 24 червня 1917 року поранений і відправлений на луквання у військово-морський шпиталь Брюгге. 15 липня 1917 року переданий в розпорядження інспекції авіації. 23 липня 1917 року відряджений в 6-й, 15 серпня — в 14-й запасний льотний дивізіон. З 17 серпня 1917 року — пілот 3-ї бойової ескадрильї одномісних винищувачів. З 1 вересня 1918 року — командир 3-ї винищувальної ескадрильї. Всього за час бойових дій здобув 9 перемог.
29 листопада 1918 року відряджений в 6-й запасний льотний дивізіон, 16 грудня — на авіабазу Вурцен. З 1 червня 1919 року — пілот саконської артилерійської льотної ескадрильї в Гросенгайні. 1 жовтня 1919 року відряджений на авіабазу Гросенгайн. З 8 травня 1920 року — технічний офіцер 4-ї легкої моторизованої колони в Кельні. З 1 жовтня 1920 року — командир взводу 19-го, з 1 січня 1921 року — 4-го мототранспортного батальйону. З 1 квітня 1925 по 31 березня 1932 року вивчав зброярські технології у Вищому технічному училищі Дрездена. З 1 квітня 1932 року — консультант управління озброєнь сухопутних військ Імперського військового міністерства. З 1 квітня 1933 року служив в штабі 2-го мототранспортного батальйону. З 1 жовтня 1920 року — командир ескадрону транпортного батальйону «Рендсбург», з 1 листопада 1935 року — ескадрону транпортного батальйону «Любек». 1 квітня 1935 року перейшов в люфтваффе і призначений командиром батареї зенітного дивізіону «Любек». З 15 березня 1936 року — керівник тестових випробувань на тестовому полігоні люфтваффе в Рехліні. З 1 грудня 1936 року служив в штабі 1-ї групи 137-ї винищувальної ескадри в Бернбурзі, з 1 березня 1937 року — командир групи.
З 1 червня 1939 року — командир 71-го навчального авіаполку. З 27 травня 1940 року — комендант району аеропорту Єзау/Інстербург. З 1941 року — командир колони повітряної області в Нідерландах, з 1942 року — в Італії та Північній Африці. З 1 липня 1943 року — директор штабі з організації поїздок Кадрового управління люфтваффе Імперського міністерства авіації. 1 квітня 1944 року відправлений в командний резерв ОКЛ. З 1 липня 1944 року — генерал для особливих доручень при командуванні 6-ї повітряної області. 28 лютого 1945 року звільнений у відставку. 5 жовтня 1945 року арештований радянською окупаційною владою. 26 вересня 1949 року звільнений.

## Звання
- Фанен-юнкер (22 серпня 1914)
- Єфрейтор (22 листопада 1914)
- Фанен-юнкер-унтерофіцер (14 січня 1915)
- Фенріх (16 квітня 1915)
- Лейтенант (25 червня 1915)
- Оберлейтенант (1 квітня 1925)
- Гауптман/ротмістр (1 лютого 1930)
- Майор (1 квітня 1935)
- Оберстлейтенант (1 березня 1937)
- Оберст (1 червня 1939)
- Генерал-майор (1 жовтня 1943)

## Нагороди
- Залізний хрест 2-го і 1-го класу
- Нагрудний знак військового пілота (Пруссія)
- Орден Альберта (Саксонія), лицарський хрест 2-го класу з мечами
- Орден Заслуг (Саксонія), лицарський хрест 2-го класу з мечами
- Нагрудний знак «За поранення» в чорному
- Пам'ятний знак пілота (Пруссія)
- Почесний хрест ветерана війни з мечами
- Медаль «За вислугу років у Вермахті» 4-го, 3-го, 2-го і 1-го класу (25 років)
- Нарукавна стрічка «Африка»